# Jennifer van Brenk
Jennifer van Brenk (Den Bosch, 12 september 1980) is een Nederlandse musicalactrice.

## Carrière
Van Brenk studeerde af aan het Brabants Conservatorium, richting muziektheater en kreeg zangles van onder andere Edward Hoepelman en daarna Roel Vankerckhoven. Na haar studie begon ze haar carrière als musicalactrice/zangeres. Ze debuteerde in in het jaar 2000 als musicalactrice in de musical Romeo & Julia, in de rol van Julia. Nadien speelde ze in musicals als Soldaat van Oranje, Kruimeltje en Ciske de Rat. In 2010 speelde ze de rol van Juf Jacobs in de televisieserie De avonturen van Kruimeltje. Als stemactrice spreekt ze de stem van Nadja Chamack en Nathalie Sancoeur in Miraculous: Tales of Ladybug & Cat Noir in.

## Theater
- 2000 Romeo & Julia als Julia
- 2005 - 2007 Beauty and the Beast als ensemble en understudy Belle
- 2007 - 2008 Ciske de Rat als ensemble/moeder van Dorus en understudy Suus Bruijs
- 2008 Hera de goddelijke musical
- 2009 Deadline als Vera
- 2009 Ciske de Rat als Suus Bruijs en understudy Tante Jans
- 2010 Mary Poppins als Ensemble/Rijke dame en understudy Winifred Banks
- 2010 - 2012 Kruimeltje als Juffrouw Jacobs
- 2013 - 2015 Soldaat van Oranje als Hofdame Tessa
- 2015 - 2016 Willem Ruis, de show van zijn Leven als Dorine, Redacteur en Ellen
- 2016 - 2019 Mary Poppins (Duitsland) als Winifred Banks
- 2021 - 2022 Come From Away als cover Hannah/cover Diane
- 2022-heden  Mamma Mia! (musical) (Duitsland) als Tanja, understudy Donna